# ضفدع مونتي زوما النمري
ضفدع مونتي زوما النمري (الاسم العلمي: Rana montezumae) (بالإنجليزية: Montezuma leopard frog)‏ هو نوع من البرمائيات يتبع جنس الضفدع الحقيقي من فصيلة الضفادع الحقيقية.